# Фортунат (апостол от 70)
Фортуна́т (Фортунит) — апостол от семидесяти, упоминается апостолом Павлом в 1-м послании к Коринфянам: «Я рад прибытию Стефана, Фортуната и Ахаика: они восполнили для меня отсутствие ваше, ибо они мой и ваш дух успокоили. Почитайте таковых» (1Кор. 16:17-18).
Вероятно, Фортунат был одним из тех, кто доставил Павлу письмо от коринфских христиан, которые сообщали ему о беспорядках в церковной жизни (см. 1Кор. 5:1, 1Кор. 11:20-22, 1Кор. 8:1 и др.)
Это не сохранившееся письмо от Коринфской церкви было доставлено апостолу Павлу Фортунатом, Ахаиком и Стефаном. Но кем они были — пресвитерами или просто выдающимися и благочестивыми мирянами, — неизвестно. Во всяком случае, они были одними из лучших коринфских христиан, так как Павел о них пишет: «Почитайте таковых».
Других сведений о Фортунате в новозаветных книгах нет. Известно, что Климент, епископ Римский, в 97 году отправлял своё послание к Коринфянам также с Фортунатом (пресвитером), но является ли он одним лицом с апостолом Фортунатом, остаётся открытым вопросом. Также отсутствуют сведения о том, занимал ли он где-либо епископскую кафедру.
В Четьях-Минеях Димитрия Ростовского о Фортунате сказано: «Фуртунат святый, его апостол Павел святый в послании первом к Коринфянам воспоминает, кончину блаженную в проповеди слова Божия получи».
Греческая церковь совершает память апостолу Фортунату 15 июня, в Русской православной церкви у него нет отдельного дня памяти и он вспоминается 17 января (4 января по старому стилю), в день Собора Апостолов от семидесяти.